# Lothar Mendes
Lothar Mendes, född 19 maj 1894 i Berlin, död 25 februari 1974 i London, var en tysk manusförfattare och regissör.
Mendes inledde sin karriär som skådespelare i Wien och Berlin i Max Reinhardts berömda ensemble. Han kom till USA i början av 1920-talet och förblev där fram till 1933. Mendes regisserade där mer än ett dussin filmer, mestadels komedier, kontrakterad hos Paramount. Bland hans filmer finns den sista stumfilmen som gjordes i USA, The Four Feathers (1929) och mordmysteriet Payment Deferred (1932) med Charles Laughton i huvudrollen.

## Filmografi i urval
- 1928 – A Night of Mystery
- 1928 – Syndens gata (medregissör)
- 1928 – I brottets skugga
- 1929 – The Four Feathers
- 1930 – Paramount-paraden (medregissör)
- 1932 – Dubbelgångarmysteriet
- 1932 – Payment Deferred
- 1932 – Om jag hade en miljon (medregissör)
- 1933 – Atlant-resan
- 1934 – Makt
- 1936 – Mannen som kunde göra underverk
- 1937 – Månskenssonaten
- 1943 – Vi mötas i gryningen
- 1946 – Motiv för mord